# Metagonia quadrifasciata
Metagonia quadrifasciata är en spindelart som beskrevs av Cândido Firmino de Mello-Leitão 1926. 
Metagonia quadrifasciata ingår i släktet Metagonia och familjen dallerspindlar. Inga underarter finns listade i Catalogue of Life.